# Knölen och Frödingstorp
Knölen och Frödingstorp (även Knölen-Frödingstorp eller Knölen + Frödingstorp) är en av Statistiska centralbyrån avgränsad och namnsatt småort i  Falköpings kommun i Västra Götalands län. Den omfattar bebyggelse i nordöstligaste hörnet av kommunen i östra delen av Borgunda socken i Brobacken-området, som sträcker sig närmare 3 km i nord-sydlig riktning i skogsområdet nedanför kalkstensplatån ungefär en mil söder om Skövde. I norr och öster gränsar området till Skövde kommun och några kilometer åt sydöst tar Tidaholms kommun vid. 
Brobacken-området är gammal utmark till Borgunda by. På 1800-talet fanns här en mängd torp, backstugor och soldattorp, samt några enstaka mindre gårdar. Torpen hörde vanligen till gårdar i väster uppe på kalkstensplatån. Många av torpstugorna är nuförtiden ombyggda och moderniserade.
Statistiska centralbyråns beteckning på området kommer av den mindre gården Knölen (Knölen 1:1) och torpet Frödingstorp (Borgunda 4:4). Knölen har två manbyggnader, den ena från första halvan av 1800-talet och den andra byggd runt 1930. Frödingstorps boningshus är byggt runt 1900.